# Victor Sjöström
Victor David Sjöström (vikːtɔɹ ˈɧœːˌstɹœmⓘ; * 20. September 1879 in Årjäng, Värmland; † 3. Januar 1960 in Stockholm) war ein schwedischer Regisseur, Drehbuchautor, Filmproduzent und Schauspieler. Er arbeitete als einflussreicher Stummfilmregisseur zunächst in Schweden, dann später in Hollywood. Mit Filmdramen wie Der Fuhrmann des Todes oder Der Wind erlangte er filmhistorische Bedeutung. Bei vielen seiner Filme verfasste er selbst das Drehbuch und wirkte als Schauspieler mit. Erneute Aufmerksamkeit erhielt Sjöström 1957 durch seine Altersrolle als Professor Borg in Ingmar Bergmans Filmklassiker Wilde Erdbeeren.

## Leben und Karriere

### Frühes Leben

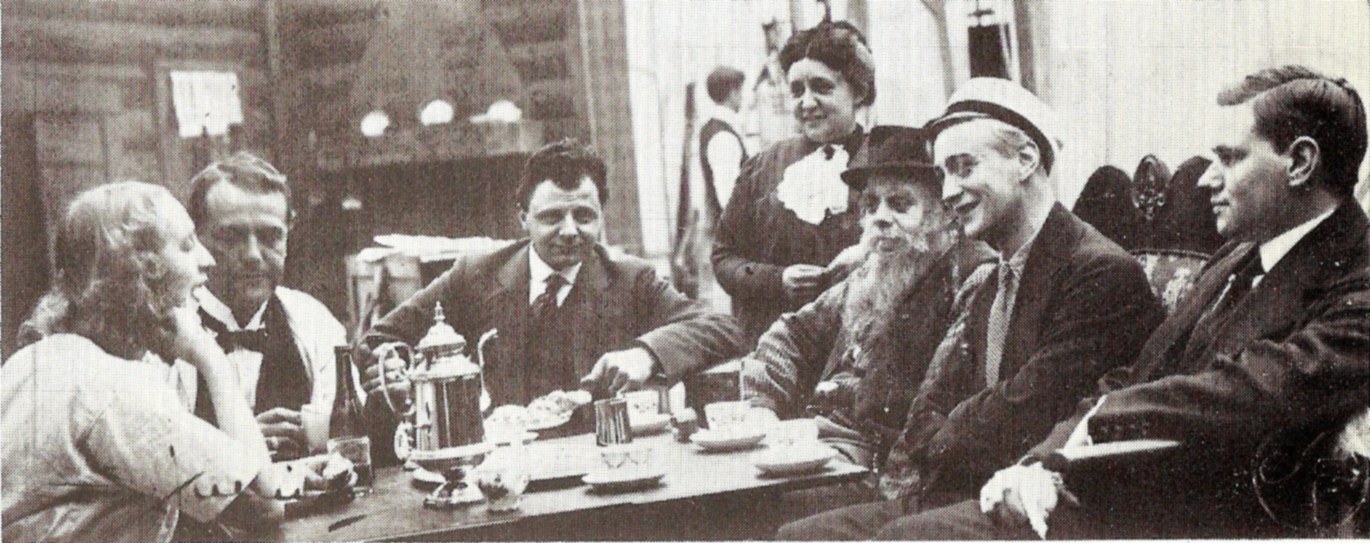
Victor Sjöström (zweiter von links) am Filmset von Trädgårdsmästaren (1912)

Victor Sjöström wurde 1879 im Dorf Årjäng (damals Gemeinde Silbodal) in der schwedischen Provinz Värmland geboren. Bereits 1880 zog er mit seiner Familie in die Vereinigten Staaten nach New York, wo sein Vater Olof Adolf Sjöström (1841–1896) eine Firma für Rücküberweisungen von Migranten betrieb, die systematisch ihre Kunden betrog, weshalb der Vater 1894 aus den USA fliehen musste. Victor Sjöström war allerdings bereits nach dem Tod seiner Mutter im Jahre 1886 nach Schweden zurückgekehrt. Dort lebte er bei Verwandten in Stockholm, ehe er seine Schauspielkarriere mit 17 Jahren als Wanderschauspieler in Finnland begann. Bereits ab 1899 war er als Schauspieler und Regisseur an Theatern in Göteborg tätig.

### Ab 1912: Erfolge als Stummfilmregisseur
1912 kam er zur Filmgesellschaft AB Svenska Biografteatern (Svenska Bio) und gab im selben Jahr sein Regiedebüt für den Film. Entdeckt und gefördert hatte ihn der Direktor von Svenska Bio, Charles Magnusson.
Victor Sjöströms Regiearbeiten wurden, neben denen von Mauritz Stiller, stilbildend für den frühen schwedischen Film, der in den 1910er Jahren zu den künstlerisch führenden in Europa zählte. Sein erster kommerzieller Erfolg war Ingeborg Holm (1913), ein Sozialdrama, das durch seine überzeugende Darstellung der Lebenssituation unterprivilegierter Gesellschaftsschichten ein politisches Bewusstsein für die Notwendigkeit der Einführung von Sozialleistungen im frühkapitalistischen Schweden schuf. Sjöström fiel in seinen Filmen durch grandiose, poetische Naturaufnahmen von Schweden auf. Doch diese Naturaufnahmen dienten nicht nur der visuellen Schönheit des Filmes, sondern durch diese verdeutlichte er auch besonders häufig die Seelenzustände seiner Filmfiguren, was eine filmhistorische Neuerung durch Sjöström war. Der Regisseur benutzte oft literarische Vorlagen, zum Beispiel von Literaturnobelpreisträgerin Selma Lagerlöf, deren Mischungen aus Sagen und Folkloren ihn tief beeinflussten. Zu seinen bekanntesten Filmen dieser Zeit gehören Terje Vigen (1917), Der Fuhrmann des Todes (1921) und Berg-Eyvind und sein Weib (1918), in dem seine spätere Ehefrau Edith Erastoff die weibliche Hauptrolle spielte. Seit Ende 1919 war er für die neue Filmproduktionsgesellschaft Svensk Filmindustri tätig, wo seine Filme und die von Mauritz Stiller wiederum von Charles Magnusson produziert wurden.
Aufgrund des auch international großen Erfolges von Der Fuhrmann des Todes bekam Sjöström das Angebot, für Samuel Goldwyn den Film Wer war der Vater? zu drehen. Schnell stieg er in Hollywood zu einem der bestbezahlten Regisseure auf, der mit den größten Hollywood-Stars der damaligen Zeit drehte. Sein internationales Ansehen war so groß, dass beispielsweise Charlie Chaplin ihn 1924 in einem Zeitungsinterview als „besten Regisseur der Welt“ bezeichnete. Nachdem Louis B. Mayer und Irving Thalberg das Filmstudio Metro-Goldwyn-Mayer gegründet hatten, wurde als erster Film Der Mann, der die Ohrfeigen bekam unter Regie Sjöströms mit Lon Chaney und Norma Shearer in den Hauptrollen veröffentlicht. Während er in Schweden auch als Schauspieler in seinen Filmen aufgetreten war, konzentrierte er sich in den Vereinigten Staaten ausschließlich auf die Regiearbeit. Unter dem anglisierten Namen Victor Seastrom drehte er noch sieben weitere Filme. Darunter waren die Filmdramen Der scharlachrote Buchstabe (1926) und Der Wind (1928), die beide mit Lillian Gish und Lars Hanson in den Hauptrollen besetzt waren und zu denen jeweils Frances Marion das Drehbuch schrieb. Außerdem inszenierte er 1928 das Drama Das göttliche Weib mit Greta Garbo und Lars Hanson.
Sjöström hielt an seiner Handschrift mit Naturaufnahmen und subtilen psychologischen Charakterstudien fest, was für den damaligen Hollywood-Film eher ungewöhnlich war und diesen beeinflusste. Während die meisten seiner Filme bei Kritikern positiv aufgenommen wurden, gerieten allerdings viele seiner Hollywood-Filme an den Kinokassen zu Flops.

### Ab 1930: Spätere Karriere sowie Privatleben
1930 kehrte Sjöström nach Schweden zurück, doch inszenierte er in Europa nur noch einige wenige Tonfilme als Regisseur, da er sich mit dem Tonfilm sowie den zugehörigen Neuerungen unwohl fühlte. Seine letzte Regiearbeit war das englische Historiendrama Unter der roten Robe (1937) mit Conrad Veidt in der Hauptrolle. Anschließend war Sjöström wieder hauptsächlich als Film- und Theaterschauspieler sowie als Produzent für Svensk Filmindustri tätig. Ab 1939 arbeitete Sjöström mit Regisseur Gustaf Molander, 1943 trat er in dessen Film Ordet auf. Als Theaterschauspieler verkörperte er unter anderem den Hauptmann von Köpenick sowie die Rolle des Dr. Stockmann in Henrik Ibsens Drama Ein Volksfeind. Seine wohl bedeutendste schauspielerische Leistung lieferte er allerdings 1957 in Ingmar Bergmans Filmdrama Wilde Erdbeeren (1957): Sjöström spielte die Hauptrolle des alten Professors Isaak Borg, der während einer Autoreise mit Stationen seiner Vergangenheit konfrontiert wird. Ingmar Bergman bezeichnete den Regisseur Sjöström immer wieder als eines seiner wichtigsten Vorbilder. Wilde Erdbeeren erhielt 1958 den Goldenen Bären der Berliner Filmfestspiele, Sjöström selbst erhielt exzellente Kritiken für seine Darstellung und gewann den FIPRESCI-Preis sowie den Preis des National Board of Review.
Nach Wilde Erdbeeren zog Victor Sjöström sich ins Privatleben zurück. Er verstarb im Januar 1960 im Alter von 80 Jahren und wurde auf dem Friedhof Norra begravningsplatsen in Stockholm beigesetzt. Sjöström war dreimal verheiratet: Von 1900 bis 1912 mit Alexandra Stjagoff, von 1913 bis 1916 mit Lili Beck sowie von 1922 bis 1945 mit Edith Erastoff. Während seine ersten beiden Ehen geschieden wurden, blieb er mit seiner dritten Frau Edith bis zu ihrem Tod verheiratet. Sjöström war der Vater der Schauspielerin Guje Lagerwall (* 13. Januar 1918; † 8. Januar 2019), die ab den 1930er-Jahren in einigen Filmen auftrat.

## Filmografie (Auswahl)

### Als Regisseur
- 1912: Ett hemligt giftermål
- 1912: Der Gärtner (Trädgårdsmästaren)
- 1913: Äktenskapsbyrån (auch Drehbuch)
- 1913: Ingeborg Holm (Ingeborg Holm) (auch Drehbuch)
- 1914: Waina die junge Lappländerin (Högfjällets dotter)
- 1916: Der Todeskuss (Dödskyssen) (auch Drehbuch)
- 1917: Terje Vigen (Terje Vigen) (auch Drehbuch)
- 1917: Das Mädchen vom Moorhof (Tösen från Stormyrtorpet) (auch Drehbuch)
- 1918: Berg-Eyvind und sein Weib (Berg-Ejvind och hans hustru)
- 1919: Die Ingmarssöhne (Ingmarssönerna) (auch Drehbuch)
- 1919: Hans nåds testamente (auch Drehbuch)
- 1920: Das Geheimnis des Klosters/Das Kloster von Sendomir (Klostret i Sendomir) (auch Drehbuch)
- 1920: Ich gab dich zum Pfande (Mästerman)
- 1920: Die Karin vom Ingmarshof (Karin Ingmarsdotter) (auch Drehbuch)
- 1921: Der Fuhrmann des Todes (Körkarlen) (auch Drehbuch)
- 1922: Beatrix (Vem Döner) (auch Drehbuch)
- 1923: Feuer an Bord (Eld ombord) (auch Co-Drehbuch)
- 1924: Wer war der Vater? (Name the Man)
- 1924: Der Mann, der die Ohrfeigen bekam (He Who Gets Slapped) (auch Drehbuch, Produktion)
- 1925: Ein König im Exil (Confessions of a Queen)
- 1926: Der scharlachrote Buchstabe (The Scarlet Letter) (auch Produktion)
- 1928: Der Wind (The Wind)
- 1928: Das göttliche Weib (The Divine Woman)
- 1928: Die Masken des Erwin Reiner (The Masks of the Devil)
- 1930: A Lady to Love/Die Sehnsucht jeder Frau (Versionenfilm)
- 1930: Markurells i Wadköping/Väter und Söhne (Versionenfilm)
- 1936: Unter der roten Robe (Under the Red Robe)

Nur als Produzent
- 1944: Die Hörige (Hets)
- 1946: Kris

### Als Darsteller
- 1912: Der Gärtner (Trädgårdsmästaren)
- 1916: Der Todeskuss (Dödskyssen)
- 1917: Terje Vigen (Terje Vigen)
- 1918: Berg-Eyvind und sein Weib (Berg-Ejvind och hans hustru)
- 1919: Die Ingmarssöhne (Ingmarssönerna)
- 1921: Der Fuhrmann des Todes (Körkarlen)
- 1923: Feuer an Bord (Eld ombord)
- 1931: Markurells i Wadköping
- 1935: Walpurgisnacht (Valborgsmässoafton)
- 1939: Der Greis kommt (Gubben kommer)
- 1943: Das Wort (Ordet)
- 1944: Der Kaiser von Portugal (Kejsarn av Portugallien)
- 1947: Rallare
- 1950: An die Freude (Till glädje)
- 1952: Du sollst nicht begehren (Hård klang)
- 1957: Wilde Erdbeeren (Smultronstället)